# Nils "Nicke" Johansson
Nils "Nicke" Johansson, född 24 juli 1938 i Själevads församling, Västernorrlands län, är en svensk före detta ishockeyspelare.
Johansson startade sin karriär i Alfredshems IK (fr.o.m. säsongen 1963/64 under namnet "MoDo AIK"), där han spelade i föreningens a-lag i 14 säsonger, mellan 1956/57 och 1969/70. Färjestads BK blev sedan nästa klubb mellan 1970/71 och 1974/75.
Nicke flyttade sedan till Kungsbacka där han spelade för Hanhals BK i div 2. Där han också avslutade sin karriär som spelare.  Han erhöll Guldpucken som säsongens lirare i svensk hockey 1963/1964. Han tilldelades också Guldskridskon, Guldhjälmen och Rinkens riddare. Han är stor grabb nummer 65.
Johansson spelade 168 landskamper för Tre Kronor mellan 1962 och 1970. Han deltog i laget som blev världsmästare 1962 och vann OS-silver 1964. 
Nicke fortsatte sedan sin karriär som tränare i Färjestads BK, där han tränade flera juniorer som senare gjorde nationell och internationell karriär. Efter flytt till västkusten började Nicke som spelare och tränare för Hanhals i Kungsbacka och senare Mölndal Hockey.